# Mission martienne des Émirats
La Mission martienne des Émirats ou Al-Amal (arabe : الأمل, « l'espoir », d'où parfois son appellation anglophone Mars Hope) ou EMM (sigle de l'anglais Emirates Mars Mission) est une sonde spatiale développée par les Émirats arabes unis (EAU) placée en orbite martienne pour étudier l'atmosphère et le climat de cette planète. Avec cette mission les Émirats entrent dans le cercle très fermé des pays ayant envoyé une sonde spatiale vers une autre planète du système solaire (États-Unis, Union soviétique/Russie, Europe, Japon, Inde, Chine). La sonde spatiale est développée avec la collaboration de plusieurs instituts américains dont le LASP qui réalise sa construction. EMM est lancée par une fusée japonaise H-IIA le 19 juillet 2020  depuis le centre spatial de Tanegashima. La sonde spatiale de 1 500 kg emporte trois instruments dont une caméra et deux spectromètres. Le 9 février 2021, la sonde Al-Amal réussit son insertion en orbite martienne, faisant des EAU la cinquième nation à s'installer autour de Mars.

## Historique
Les Émirats arabes unis annoncent en juillet 2014 qu'ils vont développer une sonde spatiale à destination de Mars, qu'elle doit atteindre en 2021. Il s'agit de l'aboutissement d'investissements dans le spatial qui ont débuté en 2006. Les Émirats arabes unis ont acquis à la date de cette annonce une certaine maîtrise de la construction d'engins spatiaux, dans le cadre d'une coopération étroite avec la Corée du Sud qui a permis le développement des satellites d'observation de la Terre DubaiSat 1, 2 et KhalifaSat . L'assemblage de ce dernier satellite a été finalisé dans les locaux techniques du Centre spatial Mohammed bin Rashid (MBRSC) dont s'est doté le pays en 2015. Les Émirats arabes unis, dont les ressources financières proviennent principalement du pétrole et du gaz, ont choisi d'investir massivement dans le spatial dans le cadre d'une stratégie de diversification à long terme destinée à préparer l'après-pétrole. Alors que le pays ne compte que dix millions d'habitants (dont 1,4 million d'émiratis), 5,2 milliards US$ de fonds publics et semi-privés ont été injectés dans le spatial entre 2014 et 2017, soit l'équivalent du budget annuel de l'Agence spatiale européenne. Le développement d'une sonde spatiale à destination de la planète Mars doit permettre aux ingénieurs et aux scientifiques émiratis d'acquérir un savoir-faire et de transférer des technologies spatiales. Pour ce faire, les responsables émiratis ont choisi de s'appuyer sur des collaborations avec des universités (américaines en l'occurrence) plutôt que de sous-traiter, comme l'ont auparavant fait des pays s'impliquant nouvellement dans le spatial, auprès d'agences spatiales ou d'industriels étrangers expérimentés. Le coût de la mission est évalué à 200 millions US$.

## Construction de la sonde spatiale

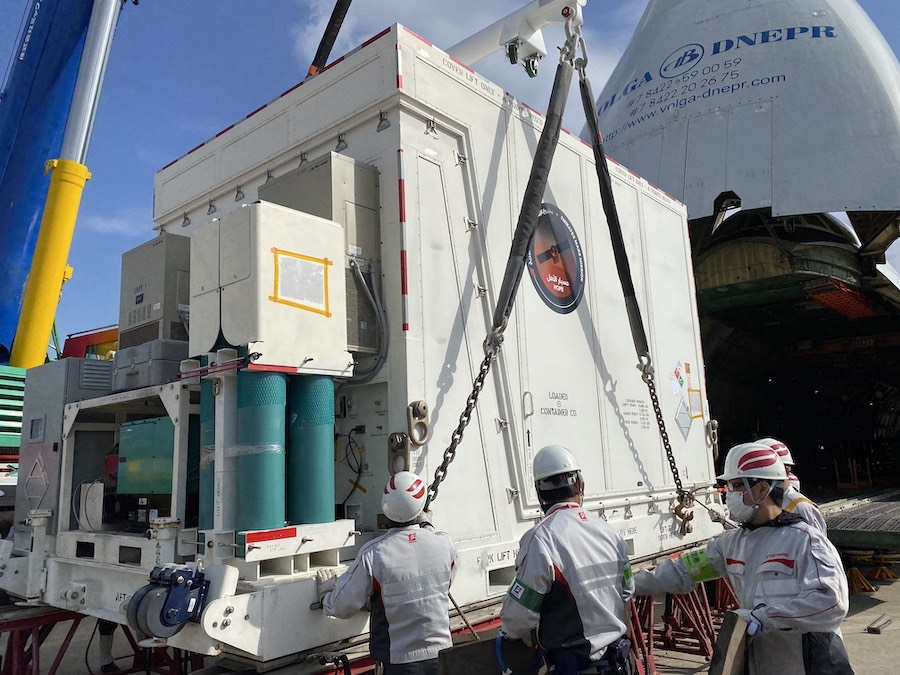
Transfert de la sonde spatiale vers la base de lancement japonaise (avril 2020).

La sonde spatiale martienne est construite au Laboratory for Atmospheric and Space Physics de l'Université du Colorado à Boulder (États-Unis) par une équipe mixte américaine et émiratie. Le développement de l'engin spatial et de l'instrumentation scientifique mobilise 150 ingénieurs émiratis et 200 ingénieurs et scientifiques américains. Les centres de recherche de l'Université de Californie de Berkeley et de l'Université d'État de l'Arizona participent également à sa réalisation. L'équipe émiratie est composée d'une  proportion notable de femmes (30 % des effectifs globaux mais 90 % des scientifiques) et est dirigée par Sarah El-Amiri également responsable de l'Agence spatiale émiratie,,,. 
Les Émirats arabes unis sélectionnent en mars 2016 l'industriel japonais Mitsubishi Heavy Industries pour le lancement de la sonde spatiale. Celui-ci doit être effectué par une fusée japonaise H-IIA depuis la base de lancement de Tanegashima. Après l'achèvement de son assemblage et une phase de test aux États-Unis qui s'achève en juin 2019, la sonde spatiale est transférée au Centre spatial Mohammed bin Rashid pour une série de tests complémentaires puis son conditionnement final avant son transfert au Japon qui a lieu en avril 2020.

## Objectifs de la mission
Le développement d'un orbiteur martien est un objectif ambitieux, à ce jour (juillet 2023) seuls les États-Unis, l'URSS, l'Agence spatiale européenne, l'Inde et la Chine ont réussi à insérer un engin spatial en orbite autour de Mars. Il faut parvenir à maîtriser des technologies pointues comme la navigation dans l'espace interplanétaire ou l'insertion en orbite en mode automatique. Aussi cette mission est-elle avant tout un projet technologique. Les objectifs scientifiques portent sur l'étude de l'atmosphère martienne et du climat de Mars et visent à disposer d'une vue complète de la météorologie de Mars et de l'évolution historique de l'atmosphère de la planète. Par rapport aux missions martiennes existantes, l'orbite de EMM est relativement haute ; ce qui limite la résolution spatiale des mesures effectuées, mais elle permet à la sonde spatiale d'observer la même zone de Mars durant une dizaine d'heures ; ce qui présente l'avantage de pouvoir étudier les phénomènes météorologiques qui varient sur une courte durée tels que les mouvements des nuages, la sublimation du sol et, plus généralement, de fournir des données intéressantes sur la météorologie de Mars. Les objectifs de la mission sont, :
- rechercher les corrélations entre la météorologie actuelle et le climat qu'a connu la planète dans son passé ;
- déterminer comment la météorologie modifie l'échappement atmosphérique de l'hydrogène et de l'oxygène en mesurant son influence sur les échanges entre les couches inférieure et supérieure de l'atmosphère martienne ;
- déterminer la structure et la variabilité de l'hydrogène et de l'oxygène dans la couche supérieure de l'atmosphère et déterminer les processus entraînant la perte de l'atmosphère de Mars dans l'espace ;
- observer les changements de l'atmosphère martienne au cours d'une journée et à travers les saisons.

Les objectifs de la mission viennent compléter ceux des orbiteurs martiens MAVEN (NASA) et ExoMars Trace Gas Orbiter (Agence spatiale européenne) déjà sur place. Au-delà des objectifs scientifiques, EMM constitue un symbole fort, car c'est la première mission spatiale lancée vers une autre planète par un pays arabe. Elle constitue un succès important pour les Émirats arabes unis dont le premier astronaute Hazza Al Mansouri a volé en 2019.

## Caractéristiques techniques

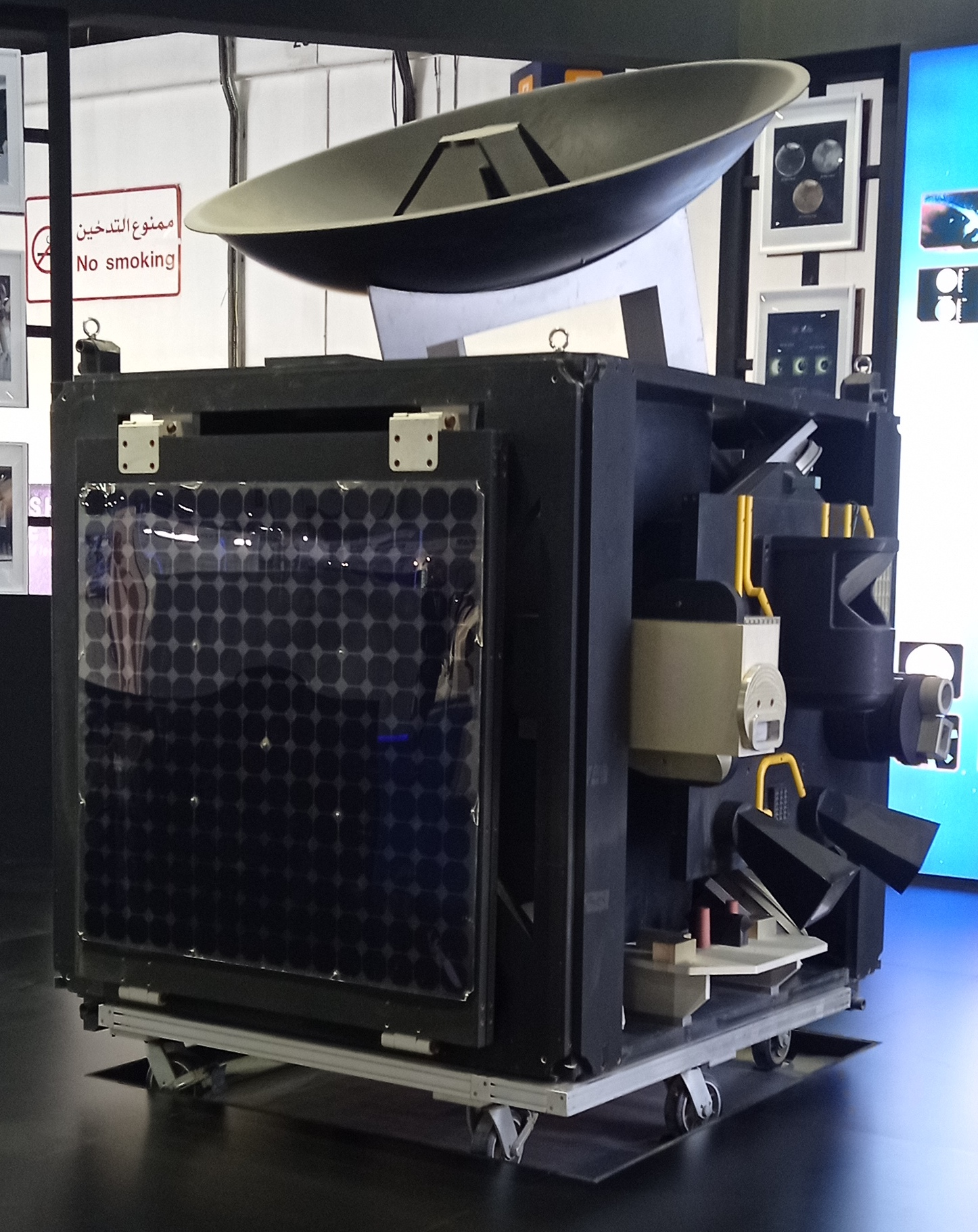
Maquette de la sonde spatiale.

EMM est une sonde spatiale d'environ 1 350 kg (avec les ergols ; masse utile de 550 kg) de forme cubique, haute de 2,90 mètres pour une largeur de 2,37 mètres. La structure est réalisée en nid d'abeilles d'aluminium avec des faces en composite. Deux panneaux solaires déployés en orbite fournissent 1 200 watts. La propulsion principale consiste en 6 moteurs-fusées de 120 newtons de poussée unitaire. Les petites corrections de trajectoire sont prises en charge par 12 moteurs-fusées de 5 newtons de poussée. La sonde spatiale est stabilisée 3 axes. Le contrôle d'orientation est pris en charge par des roues de réaction et des viseurs d'étoiles. La sonde spatiale dispose pour communiquer d'une antenne parabolique grand gain de 1,85 mètre de diamètre et d'antennes faible gain. Le débit est de 1,6 mégabit/seconde lorsque Mars est à son point de son orbite le plus proche de la Terre. Le répéteur est fourni par Applied Physics Laboratory,,,.

## Instrumentation scientifique
La sonde spatiale emporte trois instruments scientifiques :

### Caméra couleur haute résolution EXI

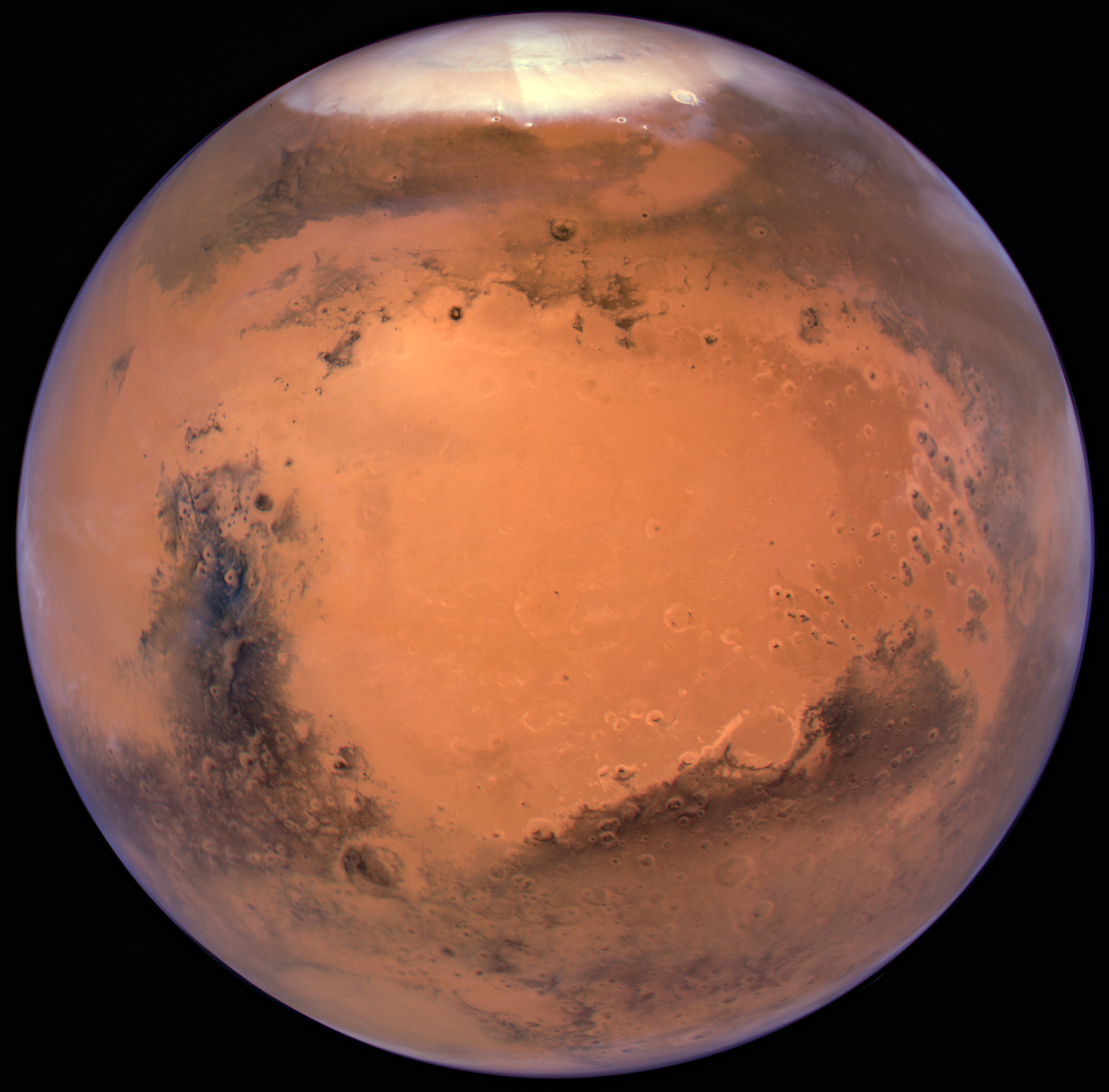
Mars vue par la caméra EXI lors de l'orbite 47.

EXI (Emirates Exploration Imager) est une caméra qui fournit des images en couleur à haute résolution dans plusieurs longueurs d'onde. L'instrument peut prendre des images de 12 mégapixels avec une résolution spatiale inférieure à 10 kilomètres. Il comporte une roue à filtres qui permet d'effectuer des images dans trois bandes spectrales en lumière visible (405–469 nm, 506–586 nm et 625–645 nm) et trois bandes spectrales en ultraviolet (205–234 nm, 245–275 nm et 305–335 nm). Il peut enregistrer des films avec une résolution spatiale de 4 km et effectuer des prises d'images à la vitesse maximale de 180 images par seconde. EXI est utilisé pour mesurer les caractéristiques de la glace, de l'eau, des aérosols, de la poussière et de l'ozone présents dans l'atmosphère de Mars. La caméra doit également fournir des images en couleurs de la surface de la planète. L'instrument est développé par le Laboratory for Atmospheric and Space Physics et le Mohammed Bin Rashid Space Centre (MBRSC),,.

### Spectromètre infrarouge EMIRS
EMIRS (Emirates Mars Infrared Spectrometer) est un spectroscope à transformation de Fourier qui effectue ses observations dans l'infrarouge thermique (bande spectrale comprise entre 6 et 40 microns). L'instrument doit collecter des données sur l'atmosphère : température, présence de glace, de vapeur d'eau et de poussière. Il est utilisé pour étudier les couches inférieures de l'atmosphère, mesurer la distribution globale de la poussière, des nuages de glace, de la vapeur d'eau et les profils de température. Il permet de déterminer avec les données des instruments EXI et EMUS les interactions entre les couches inférieure et supérieure de l'atmosphère de Mars. La résolution spatiale de EMIRS est de 300 kilomètres et il est capable d'effectuer 60 observations par semaine. L'instrument est développé par l'Université d'État de l'Arizona,.

### Spectromètre ultraviolet EMUS
EMUS (Emirates Mars Ultraviolet Spectrometer) est un spectromètre effectuant des observations dans l'ultraviolet lointain. Il analyse les émissions dans la bande spectrale comprise entre 100 et 170 nanomètres. Le champ de vue dépend de la largeur de la fente : 11° × 0.18.0.25 ou 0,7°. La résolution spatiale est de 0,14 × 0,2° avec la fente la plus étroite. La résolution spectrale est comprise entre 1,3 et 5 nm. L'instrument doit étudier le processus d'échappement dans l'espace du dioxygène et du dihydrogène de l'atmosphère de Mars. L'instrument est développé par le Centre spatial Mohammed Bin Rashid (MBRSC) et l'Université du Colorado,,.

## Installations au sol
Les communications entre la sonde spatiale EMM et la Terre sont prises en charge par le réseau de stations terriennes Deep Space Network de la NASA. Le Centre de contrôle de la mission (MOC) est pris en charge par le Centre spatial Mohammed bin Rashid aux Émirats avec le support du LASP aux États-Unis. Les données collectées sont transmises au Centre scientifique émirati (Emirates Space Data Center ou SDC) qui produit les données de niveau 1 et 2 avant de les transmettre aux équipes américaines ayant développé les instruments qui sont chargées de produire les données de niveau 3. Les données résultantes sont mises à disposition de la communauté scientifique internationale. 

## Déroulement de la mission

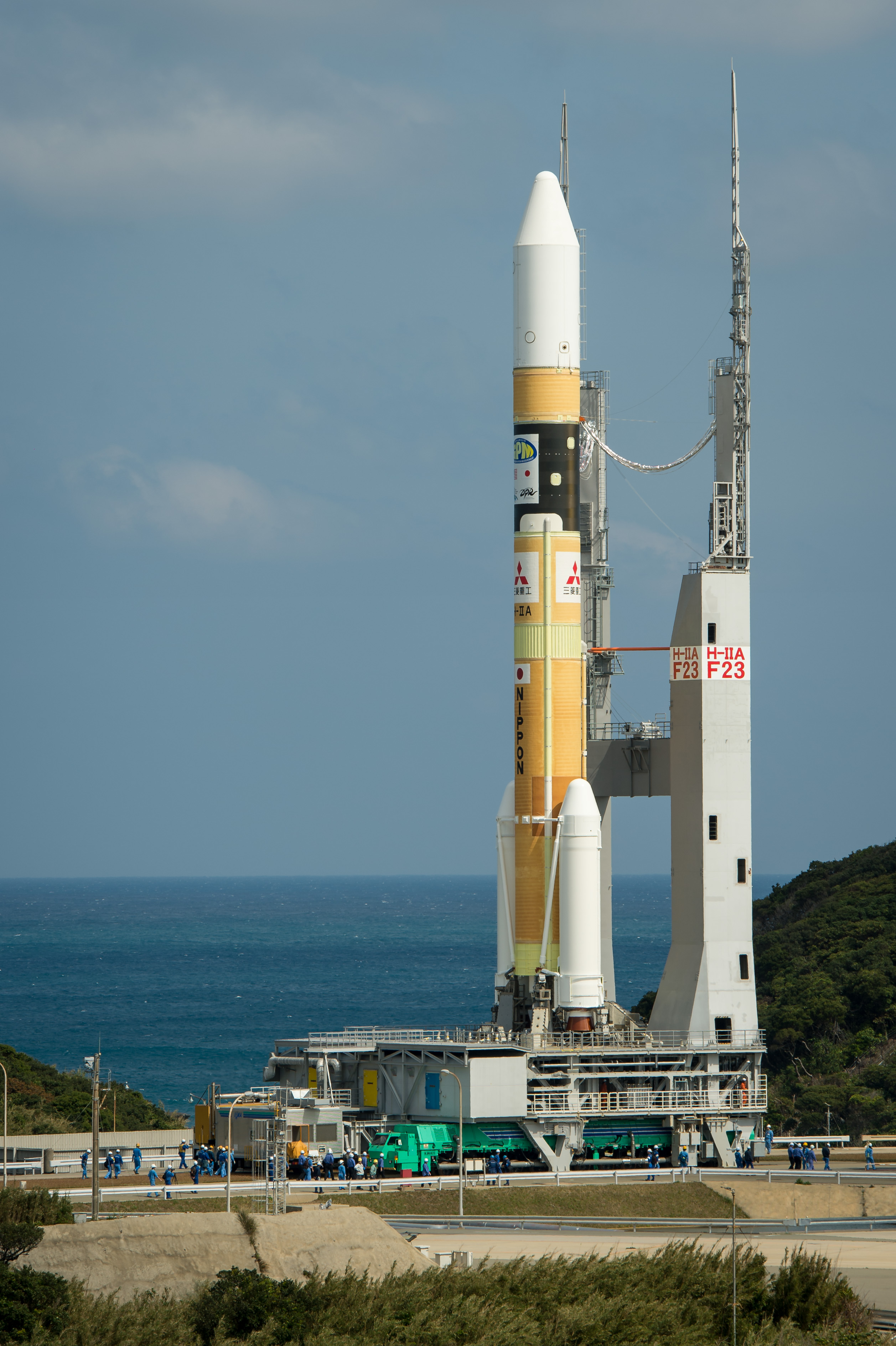
La sonde spatiale est lancée par une fusée japonaise H-IIA identique à celle photographiée ici.

Trajectoire de la sonde spatiale (trait de couleur mauve) entre la Terre (bleu) et Mars (vert).

### Lancement et transit vers Mars
La fenêtre de lancement de la sonde spatiale EMM vers la planète Mars allait du 15 juillet au 12 août 2020. Avant et après cette période, le lanceur n'aurait plus eu une puissance suffisante permettant à la sonde spatiale d'atteindre Mars. Deux autres sondes spatiales ont pu profiter de cette fenêtre de lancement : l'astromobile Mars 2020 de la NASA et l'orbiteur/astromobile chinois Tianwen-1. La sonde EMM est lancée le 19 juillet 2020 à 21 h 58 UTC par une fusée japonaise H-IIA depuis le centre spatial de Tanegashima (Japon). Une fois les propulseurs d'appoint et le premier étage du lanceur largués, l'ensemble formé par le second étage de la fusée et la sonde spatiale est placé sur une orbite terrestre basse où il circule de manière passive. Lorsque l'alignement souhaité avec Mars est atteint, le deuxième étage de la fusée est mis à feu pour fournir à la sonde spatiale la vitesse permettant à celle-ci d'entamer sa trajectoire vers Mars. 
Une fois le deuxième étage éteint, les équipements de la sonde spatiale sont progressivement mis en marche de manière automatique. L'ordinateur embarqué est activé, les résistances chauffantes, qui doivent empêcher les ergols de geler, sont allumées. Les panneaux solaires sont déployés. La sonde spatiale utilise ses capteurs solaires pour déterminer son orientation puis manœuvre de manière que les cellules solaires soient éclairées et puissent recharger ses batteries. La sonde spatiale transmet alors ses premiers signaux qui sont collectés par la station terrienne de Madrid du réseau Deep Space Network de la NASA. L'équipe au sol chargée de contrôler les opérations peut alors commencer à contrôler le fonctionnement de la sonde spatiale. La sonde spatiale entame son transit de 7 mois vers Mars qui doit lui faire parcourir 493,5 millions de kilomètres. 
Durant le transit l'équipe au sol déclenche à plusieurs reprises les moteurs-fusées qui équipent la sonde spatiale pour corriger sa trajectoire. Les instruments scientifiques sont mis en marche et vérifiés. Ils sont étalonnés en utilisant les étoiles. La sonde spatiale approche de Mars sur une trajectoire rasante.

### Insertion en orbite autour de Mars

Orbite de la sonde spatiale autour de Mars.

Le 9 février 2021, 200 jours après son lancement, la sonde spatiale réduit sa vitesse de 1 000 mètres par seconde pour s'insérer en orbite autour de Mars. La propulsion fonctionne durant 27 minutes en consommant la moitié des ergols emportés ; ce qui ramène la vitesse de la sonde spatiale à 5 kilomètres par seconde. Durant la phase de freinage, la sonde spatiale passe derrière Mars et l'équipe au sol n'est informée du succès de la manœuvre que lorsque EMM réapparaît,,.  
À la suite de cette manœuvre, la sonde spatiale se trouve sur une orbite provisoire de 100 × 49 380 kilomètres qu'elle parcourt en 40 heures. Après une phase de tests et de validation qui doit durer environ 6 semaines, la sonde spatiale utilise vers le mois de mai 2021 sa propulsion pour se placer sur son orbite définitive dont l'altitude est comprise entre 20 000 et 43 000 kilomètres et qu'elle parcourt en 55 heures. Cette orbite permet à la sonde de réaliser une surveillance de la circulation atmosphérique et de la météorologie de Mars 24 heures sur 24 et 7 jours sur 7. Durant sa mission les échanges entre l'orbiteur et le contrôle au sol ont lieu deux fois par semaine et durent à chaque fois 6 à 8 heures. La mission primaire qui débutera au milieu de l'année 2021 doit durer deux années terrestres. Durant celle-ci la sonde spatiale devrait transmettre plus de 1 téraoctet de données scientifiques sur l'atmosphère de Mars et sa dynamique.